# Robert Milton Zollinger
Robert Milton Zollinger (4. září 1903, Millersport, Ohio – 12. června 1992, tamtéž) byl významným americkým chirurgem, spoluautorem popisu choroby dnes známé jako Zollinger-Ellisonův syndrom.

## Život
Robert Milton Zollinger se narodil na rodinné farmě v zapadlém americkém městě Millersport v Ohio. Jako mladík chtěl být profesionálním vojákem a absolvovat United States Military Academy ve West Pointu. Vystudoval však Ohijskou státní univerzitu, kde v roce 1927 získal doktorát medicíny.
První odborné zkušenosti měl možnost získávat v Peter Bent Brigham Hospital v Bostonu, na chirurgickém pracovišti, které vedl Harvey Cushing. Později v rámci praxe pracoval ve Western Reserve Hospital v Clevelandu spolu s Elliottem C. Cutlerem (S tímto lékařem spolupracoval budoucích 20 let.). Na základě spolupráce s E. C. Cutlerem také vznikla první Zollingerova odborná publikace, otištěná v roce 1929 jako článek v The Ohio State Medical Journal. Později spolu připravili v řadě vydání slavnou publikaci Atlas of Surgical Operations. V roce 1929 se oženil s Idou Louise Kiewet (1907-1998).
V roce 1939 se stal docentem chirurgie. V roce 1941 vstoupil do armády, kde získal funkci majora a zpočátku pracoval jako asistent šéfa chirurgického oddělení, později samostatně velel 5. všeobecné armádní nemocnici. Za svou činnost pro armádu byl oceněn mj. vyznamenáním Legion of Merit. V roce 1946 se vrátil pracovat do Harvardu. Brzy mu byla nabídnuta funkce profesora chirurgie na Ohijské státní univerzitě.
V roce 1955 spolu s Edwinem Ellisonem popsali syndrom (a jeho klinickou manifestaci) způsobený nadměrnou produkcí gastrinu z nádoru (gastrinomu) ve slinivce břišní (pankreatu), dnes obvykle označovaný jako Zollinger-Ellisonův syndrom.
Až do vysokého věku byl odborně a vědecký činný a přednášel. Zemřel na nádor pankreatu v roce 1992.

## Publikační činnost
- Atlas of surgical operations – do dnešní doby vydáno v mnoha vydáních[4], spoluautor s Elliottem Carr Cutlerem.[5]
- American Journal of Surgery – V letech 1958-1986 byl šéfredaktorem tohoto lékařského časopisu.[3]
- články v odborných lékařských časopisech – R. M. Zollinger byl autorem nebo spoluautorem přibližně 200 odborných statí v lékařských časopisech.[6]

## Zollinger Collection v Medical Heritage Center (Ohijská státní univerzita)
Ohijská státní univerzita shromáždila v lékařské knihovně kolekci materiálů (rukopisy, dopisy, fotografie ad.) o životě a díle R. M. Zollingera. Životopis je dostupný na internetových stránkách, ostatní materiály jsou přístupny pro badatele v prostorách knihovny.